# Aleiodes bretti
Aleiodes bretti – gatunek błonkówki z rodziny męczelkowatych.

## Taksonomia
Gatunek został opisany w roku 2009 przez Elizabeth J. Bardon i Josepha C. Fortiera. Holotyp (samica) został wychodowany z gąsienicy ćmy Macaria aemulataria odłowionej w Hrabstwie Prince George’s w stanie Maryland. W tym samym dniu, z tego samego gatunku żywiciela, schwytanego w tym samym miejscu wyhodowano również paratyp (samicę). Epitet gatunkowy nadano na cześć Helen Brett, babki pierwszego z autorów opisu.

## Zasięg występowania
Znany jedynie z lokalizacji typowej w stanie Maryland w USA.

## Budowa ciała
Samica.
Długość ciała wynosi 4,4 mm, zaś rozpiętości przednich skrzydeł 3,6 mm. Przyoczka średnie, odległość przyoczka bocznego od oka jest nieco mniejsza do nieco większej od jego średnicy. Pole malarne o długości nieco większej niż szerokość podstawy żuwaczek i mniejszej niż połowa średnicy oka. Żeberko potyliczne niekompletne na ciemieniu. Twarz skórzasta, z niewyraźnym poprzecznym żeberkiem poniżej podstawy czułków. Czubek głowy silnie grudkowany Czułki składają się z 37 flagelomerów wszystkie o długości większej od ich szerokości. Przednia i środkowa część przedtułowia opadająca stromo ku przodowi. Tarcza śródplecza wyraźnie skórzasta. Notaulix dołkowane, kończące się z tyłu tarczy śródplecza po bokach bruzdkowanego obszaru. Mezopleuron bruzdkowano-siatkowany przed świecącą centralną tarczką i skórzasty z tyłu; bruzda przedbiodrowa skórzasta. Pozatułów bruzdkowano-siatkowany, żeberko środkowe kompletne. Pierwszy  tergit metasomy siatkowano-bruzdowany, drugi grudkowany, trzeci i czwarty bruzdowano-siatkowany; czwarty tergit prawie pokrywa wszystkie pozostałe tergity, z wyjątkiem wierzchołka piątego. Górna strona bioder grudkowana. W przednim skrzydle żyłka r o długości 0,67 – 0,7żyłki 3RSa i 0,85 żyłki m-cu, długość żyłki 1 cu-a mniejsza niż nią a żyłką 1M, żyłka 1CUa ma długość ok. 0,3 żyłki 1CUb. W tylnym skrzydle żyłka 1M ma 1,7-1,8 długości żyłki 1r-m, M+CU 1,4 długości 1M, żyłka m+cu nie jest pigmentowana, ma długość 0,55-0,7 żyłki 1 r-m.
Głowa żółta z dwoma brązowymi plamkami w pobliżu żeberka potylicznego; Głaszczki żółte. Tarcza śródplecza w większości czarna; notaulix mocno żółte. Mezopleuron żółty u góry i brązowy na dole. Pozatułów czarny. Pierwszy tergirt metasomy czarny z przodu i blado żółtobiały z tyłu, drugi cały blado żółtobiały, trzeci i czwarty czarne. Biczyk czułków czarny. Przednie i środkowe nogi całkowicie żółte, w tylnych biodro żółte zaś udo i goleń żółte z brązową wierzchołkową częścią, stopy czarne z żółtymi przednim i tylnym końcem. Skrzydła szkliste, pterostygma i użyłkowanie brązowe.
Wygląd samca jest nieznany.

## Biologia i ekologia
Znanym żywicielem jest ćma Macaria aemulataria z rodziny miernikowcowatych. Gąsienice z których wyhodowano znane osobniki żerowały na klonie jesionolistnym.